# Ратчино (Воскресенский район)
Ратчино — деревня в юго-восточной части Воскресенского района, расположенная недалеко от его границы. Население составляет 1195 чел. (2010). До 2006 года деревня была центром Ратчинского сельского округа.
На северо-востоке располагается деревня Ратмирово, на северо-западе — деревня Катунино. На юго-востоке находится железнодорожная платформа Ратмирово Большого кольца Московской железной дороги.

## Население

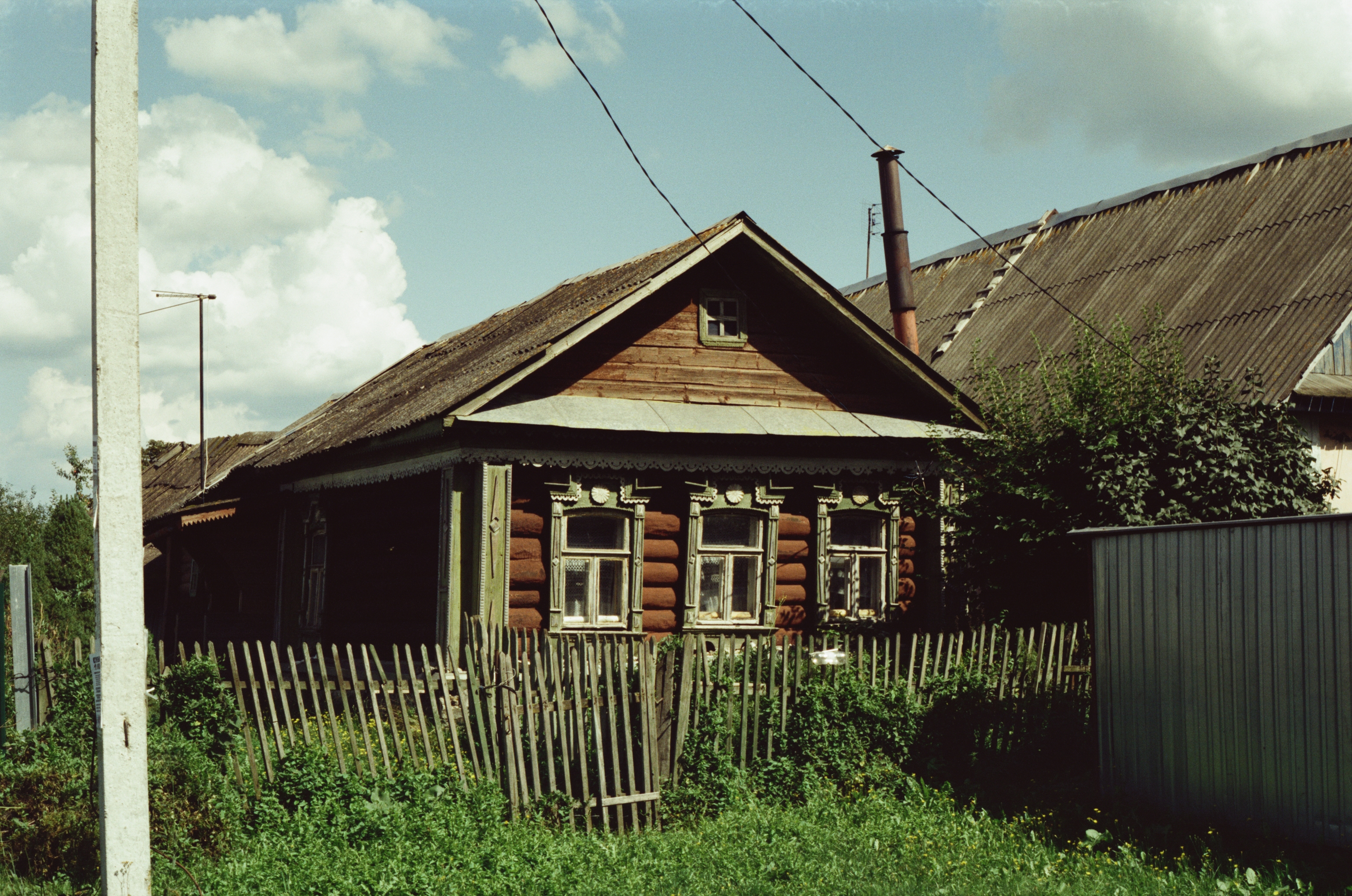
Деревенский дом в южной части села Ратчино

| 1926 | 2002  | 2010  |
| ---- | ----- | ----- |
| 346  | ↗1170 | ↗1195 |

## Топоним
История деревни Ратчино своими корнями уходит в глубь столетий. В книге «Путешествие по старинному Коломенскому уезду» 1843 года Николай Дмитриевич Иванчин-Писарев упоминал два кургана, расположенных неподалёку от Ратчино. Местные жители говорили об этих курганах: «Вот где рать чинилась», объясняя таким образом возникновение названия деревни. Другая версия происхождения топонима связывает его с именем владельца либо первого жителя селения — Ратша. Чтобы подчеркнуть, что селение принадлежало именно ему, жители говорили: «Ратшина деревня», а впоследствии, для удобства произношения всё чаще стали говорить Ратчина.

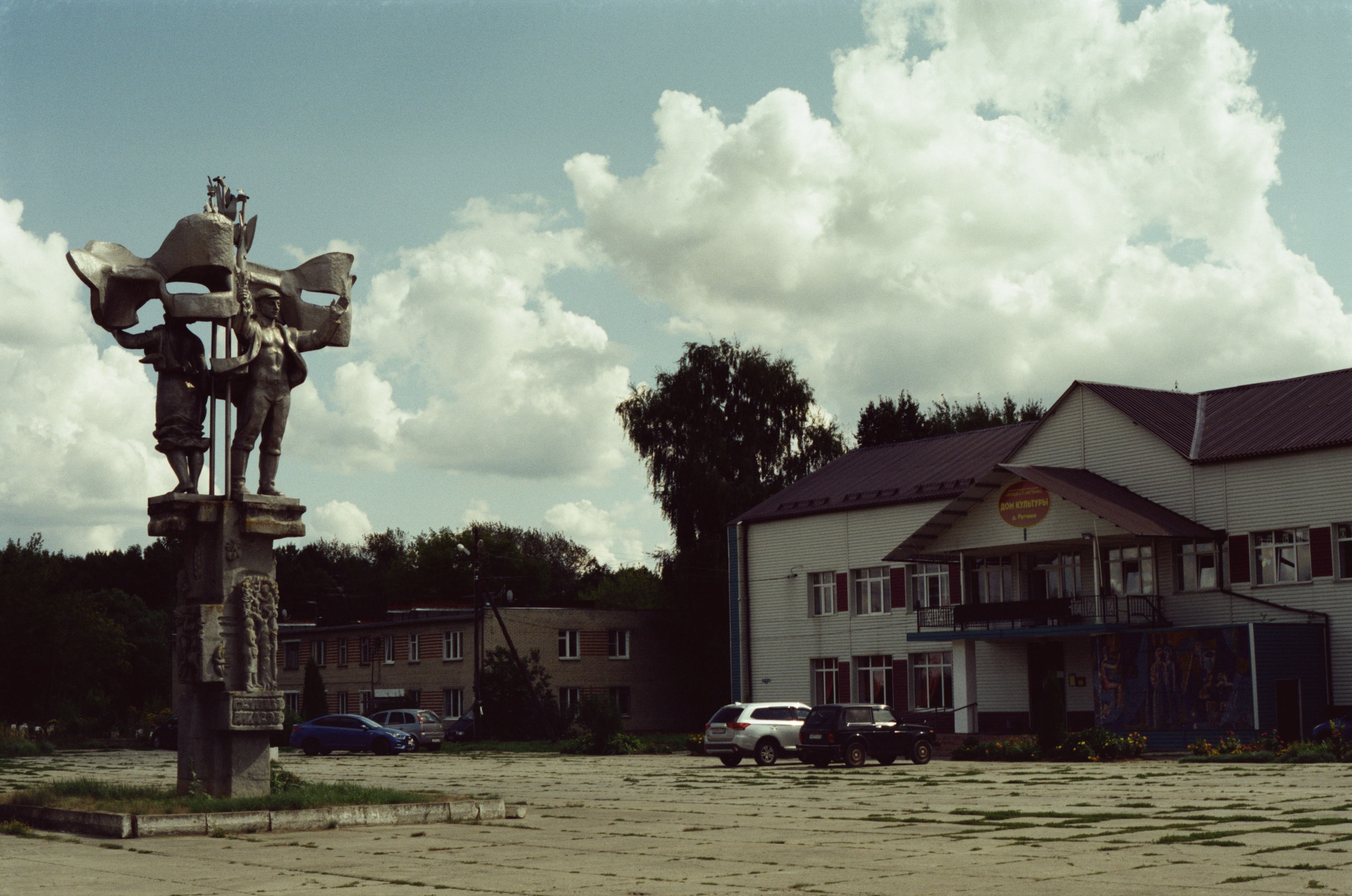
Площадь в деревне Ратчино (2021)

## История
Первое письменное упоминание о селении относится к 1626—1629 годам, когда в писцовых книгах Коломенского уезда впервые появляется «деревня Ратчина». В этот период в деревне в 17 дворах проживали 30 душ мужского пола. Через деревню протекала речка Суходолка, впадающая в речку Любовку. На Суходолке, позднее получившей название Карасёвка, был создан каскад ратчинских прудов.
В писцовых книгах 1626—1629 годов владельцем Ратчино назван боярин Иван Никитич Романов, дядя царя Михаила Романова. В состав боярской вотчины входило три селения — Карпово, Ратчино и не существующая ныне деревня Даниловская. Вотчиной управлял староста, проживавший в сельце Карпово. В писцовой книге также указана граница вотчины Ивана Романова. В одной меже располагались сельцо Карпово и деревня Даниловская, а Ратчино находилось восточнее. При описании ратчинской межи упомянута речка Суходолка, которая стекает по «суходолу» и впадает в Любовку. Также упомянуты Рубежный овраг и Ратчинская дорога, ведущая из Похрянского погоста и из Карпова в Ратчино.
В 1646 году в деревне было 36 дворов, в которых жили 77 мужчин. В переписной книге упоминаются первые ратчинские фамилии — Корепины, Приблажновы, Бабушкины и другие.
В книге своей книге «Замосковный край в XVII столетии» Ю. Г. Готье пишет, что в 1683-84 годах село Карпово с 73 хозяйствами было пожаловано в поместье дьяку Никите Моисеевичу Зотову. Ратчино в состав карповской вотчины в тот период уже не входило. Без указания даты Готье сообщает о том, что «деревня Ратчина» (34 двора и 119 четей земли в одном поле), очевидно, в те же годы пожалована в вотчину стряпчему Лариону Ивановичу Пятого.
По переписи 1715 года владельцем сельца Ратчино и деревень Муромцево и «Гряцкая» указан князь Матвей Петрович Гагарин, купивший ратчинскую вотчину после смерти Антипа Пятого, наследника Лариона Ивановича. Гагарин построил в Ратчино помещичью усадьбу сделав его сельцом. После его казни в октябре 1721 года его вдове были возвращены её приданные деревни. Конфискованные имения князя были пожалованы Мамонову, Девиеру, Пашкову и Брюсу; московские и загородные дворы переданы Олсуфьеву, а двор в Санкт-Петербурге, на Петербургском острове, пожалован бригадиру Шувалову.
11 сентября 1767 года в Ратчино было проведено генеральное межевание. В этот период селение находилось во владении генеральши Анны Андреевны Толстой. К этому времени в Ратчине уже стояла барская усадьба, поэтому оно названо сельцом. В 1767 году в Ратчино числилось 210 ревизских душ мужского пола, а все его население составляло около 440 человек.
В указателе Нистрема 1852 года в сельце Ратчино числились 214 душ крестьян мужского пола и 245 душ женского, дворов — 62. Владельцем Ратчино назван князь Александр Михайлович Голицын.

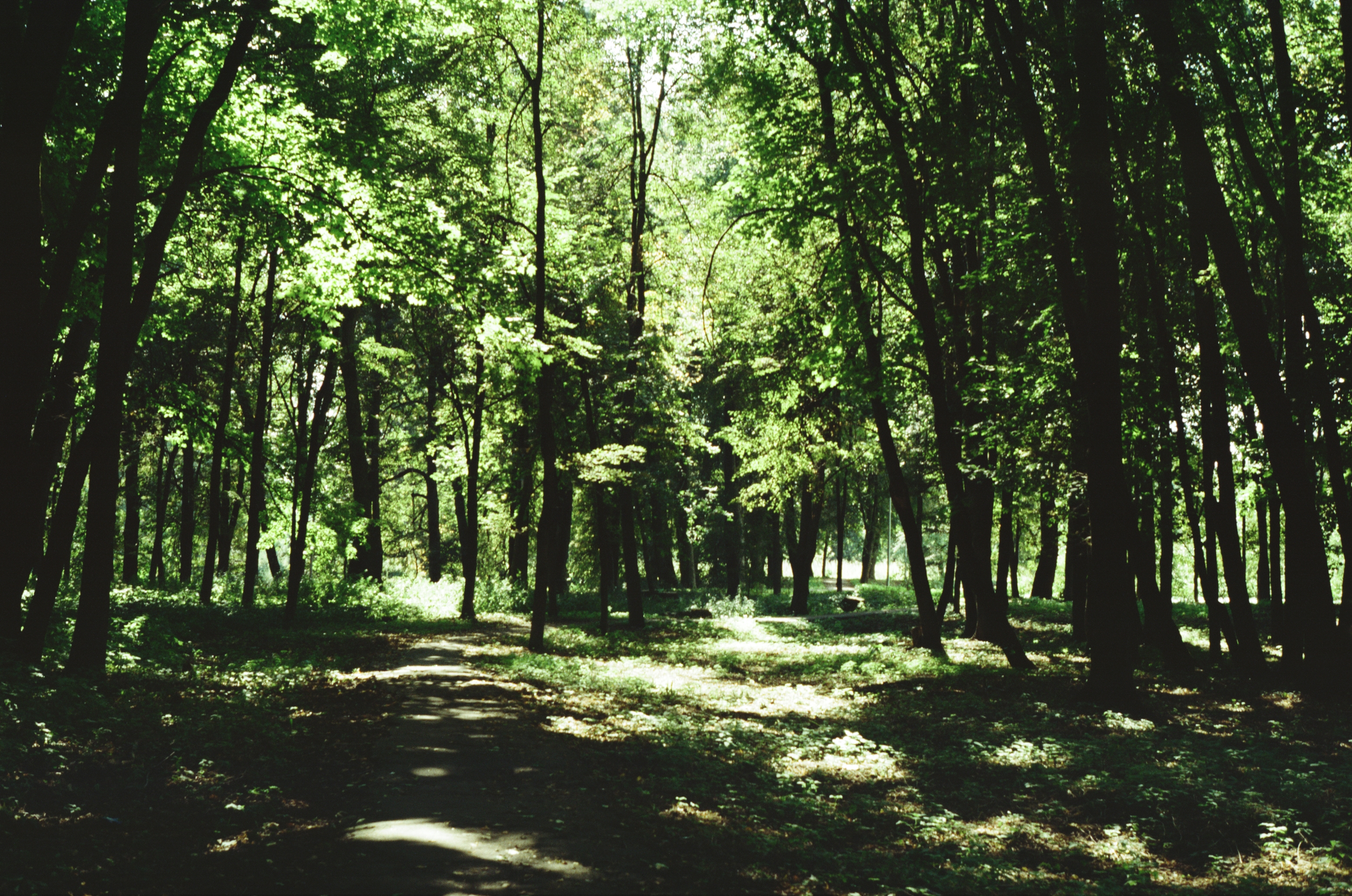
Парк в селе Ратчино (2021)

По данным VI ревизии 1811 года владельцем сельца Ратчино значился граф Александр Иванович Остерман-Толстой. По данным VIII ревизии 1834 года и IX ревизии 1850 года помещиком Ратчино значился князь Александр Михайлович Голицын. Последним владельцем Ратчино по данным X ревизии 1858 года был князь Леонид Михайлович Голицын.
Жители сельца Ратчино были приписаны к храму села Губино, Покровская церковь в котором была построена в 1776—1778 году на средства помещицы А. А. Фоминой-Квашниной. Церковь была закрыта в 1930-х годах, открыта вновь в конце 1990-х годов. В настоящее время храм находится в полуразрушенном состоянии.

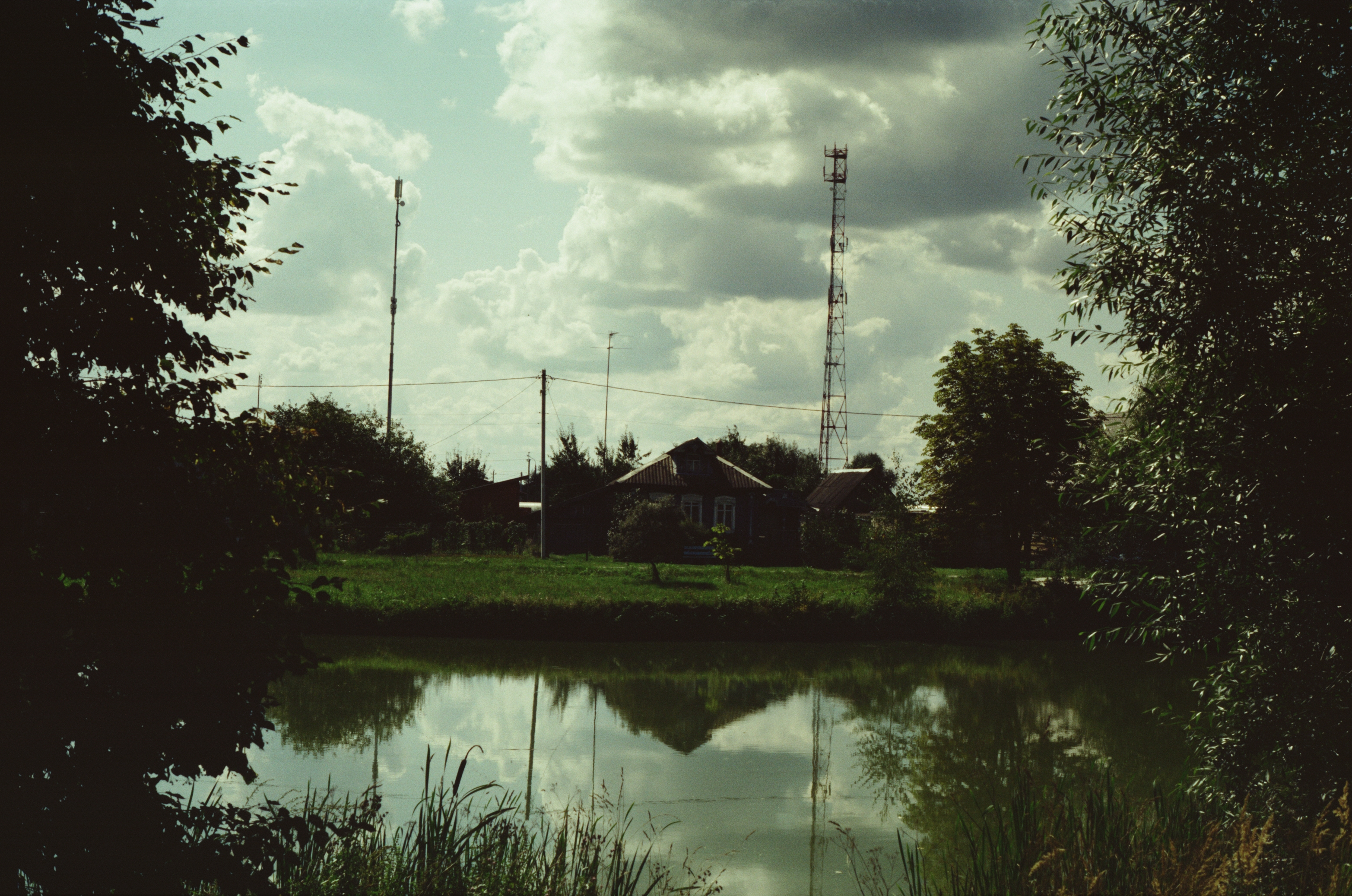
Южная часть села Ратчино (2021)

В 1908 году в Ратчино упоминается земская школа. В 1912 году в сельце было 78 дворов, 17 вёрст до уездного города, 6 вёрст — до волостного правления (Мячково).
В 1936 году в подмосковном Воскресенске был запущен цементный завод «Гигант».